# SN 2010lf
SN 2010lf – supernowa typu II-P odkryta 12 listopada 2010 roku w galaktyce A010719+1759. W momencie odkrycia miała maksymalną jasność 17,30m.